# Alfoncine
Alfoncine is een Belgisch biologisch bier, gebrouwen door Brouwerij Strubbe te Ichtegem in opdracht van Biofresh. Het bier is doorheen het land verkrijgbaar in biowinkels.
Alfoncine is een robijnrood bier van hoge gisting met nagisting in de fles en een alcoholpercentage van 8,5%.